# Список знаменосцев Северного Йемена на Олимпийских играх
Это список знаменосцев, которые представляли Северный Йемен на Олимпийских играх.
Знаменосцы несут национальный флаг своей страны на церемонии открытия Олимпийских игр.
| # | Год, Место        | Сезон | Имя Фамилия       | Вид спорта |
| - | ----------------- | ----- | ----------------- | ---------- |
| 1 | 1984 Лос-Анджелес | Лето  | Ахмед Аль-Озари   |            |
| 2 | 1988 Сеул         | Лето  | Абдулах Аль-Шамси | Борьба     |